# Estado de Darfur del Sur
Darfur del Sur (en transcripciones al inglés, francés etc.: Janub Darfur, de otro modo Ŷanub Darfur) es uno de los 18 estados de Sudán. Es uno de los cinco estados que componen la región de Darfur en el oeste del país. Tiene un área de 127.300 km² y una población estimada de 4.093.594 (2008). Nyala es la capital del estado.